# Pitar rudis
Pitar rudis is een tweekleppigensoort uit de familie van de Veneridae. De wetenschappelijke naam van de soort is voor het eerst geldig gepubliceerd in 1795 door Poli.

Rechter klep
Linker klep